# National Democratic Party
National Democratic Party (NDP) eller gulddemokraterna (Gold Democrats) var ett politiskt parti i USA som deltog i presidentvalet i USA 1896 med John M. Palmer som presidentkandidat och Simon Bolivar Buckner som vicepresidentkandidat och fick 1,0 % av rösterna. Partiet deltog ännu i kongressvalet i USA 1898 men år 1900 bestämde man att låta bli och partiet upplöstes. Partiets grundare var ursprungligen konservativa medlemmar i Demokratiska partiet, så kallade Bourbon Democrats, som grundade ett utbrytarparti år 1896 i och med att de inte kunde stödja William Jennings Bryans politik. I denna kontext betydde konservatism bland annat att partiet förespråkade klassisk liberalism och förordade guldmyntfoten.
En av partiets kandidater år 1896 var före detta kongressledamoten William Campbell Preston Breckinridge i Kentucky som sökte politisk comeback men misslyckades.